# An Illiad of Woes
An Illiad of Woes – pierwsze demo brytyjskiego zespołu Anathema. Utwór Memento Mori po ponownym nagraniu znalazł się na EP Pentecost III, pozostałe można znaleźć tylko na tym wydawnictwie.

## Lista utworów
1. "The Lord of Mortal Pestilence" - 07:34
2. "Memento Mori" - 07:21
3. "In the Name of the Father" - 09:04
4. "Echoes of Terror" - 05:19

## Twórcy
- Darren White - śpiew
- Jamie Cavanagh - gitara basowa, śpiew
- John Douglas - instrumenty perkusyjne
- Danny Cavanagh - gitara prowadząca
- Vincent Cavanagh - gitara